# Maguéhio
Maguéhio est une localité du centre-est de la Côte d'Ivoire et appartenant au département de Gagnoa, dans la région du Gôh (ex-Fromager). La localité de Maguéhio est un chef-lieu de commune.